# Zwentibold
Zwentibold (Zventibold, Swentiboldo),  (n. 870 d.Hr. – d. 13 august 900 d.Hr., Lotharingia) a fost fiul nelegitim al împăratului carolingian Arnulf de Carintia. În 895 tatăl său, pe atunci rege în Francia răsăriteană, i-a conferit Regatul de Lotharingia, pe care Zwentibold l-a condus până la moarte.După moarte, el a fost declarat sfânt și martir de către Biserica Catolică.

## Viața

### Primii ani
Zwentibold a fost fiul nelegitim al împăratului francilor răsăriteni, Arnulf de Carintia, și al concubinei acestuia, Vinburga (d. 18 mai, 898).
Zwentibold a primit numele nașului său, regele Svatopluk I al Moraviei Mari (Zwentibold fiind transcrierea francă pentru Svatopluk).
Zwentibold a intervenit în disputele pentru tron din Francia occidentală (Franța) dintre contele Odo de Paris și Carol cel Simplu, însă cei doi au început să coopereze împotriva lui Zwentibold, atunci când li s-a părut că acesta încerca să preia coroana Franciei apusene. Pentru început, fiul mai mare al lui Arnulf a fost plasat în afara succesiunii din Francia răsăriteană. Potrivit tratatului de la Mersen din 870 și al tratatului de la Ribemont din 880, regatul Lotharingiei din fosta Francia de Mijloc trecuse sub stăpânirea regatului francilor răsăriteni. Atunci când în 893, soția lui Arnulf, Ota a născut acestuia un fiu legitim și succesor, Ludovic Copilul, Zwentibold a primit în compensație titlul regal al Lotharingiei, care fusese deținut ultima dată de Lothar al II-lea.

### Rege de Lotharingia
În vara anului 893 Arnulf, primind solicitarea de intervenție împotriva împăratului Guy al IV-lea de Spoleto din partea papei Formosus și a lui Berengario de Friuli, rege al Italiei, l-a trimis pe Zwentibold să traverseze pasul Brenner cu o armată. Unindu-și forțele cu cele ale lui Berengar în Verona, cei doi au pornit spre reședința lui Guido, Pavia, pe care au asediat-o fără succes. În cele din urmă au renunțat la asediu; potrivit lui Liutprand de Cremona, Zwentibold ar fi acceptat o sumă de bani din partea lui Guido pentru a părăsi câmpul de luptă, deși rămâne neclar dacă este vorba de mită sau de tributul datorat lui Arnulf. În orice caz, retragerea lui Zwentibold a fost privită drept un eșec, iar la primirea veștii Arnulf a adunat o nouă armată, pe care a condus-o personal în Italia, cucerind Pavia câteva luni mai târziu.
Ca parte a planurilor de a integra Lotharingia în posesiunile Franciei de est, domnia lui Zwentibold a fost impusă de tatăl său, susținută de arhiepiscopii Herman I de Köln și Ratbod de Trier, împotriva rezistenței nobilimii locale. Dat fiind că el a sprijinit populația de rând prea mult, a început să atragă adversitatea la puîină vreme. El lupta împotriva nobililor nesupuși atunci când tatîl său, Arnulf a murit în 899, iar fiul legitim al acestuia, Ludovic Copilul a devenit rege al Franciei Răsăritene la vârsta de 6 ani.

### Moartea
Zwentibold a căutat să profite de pe urma minoratului fratelui său vitreg pentru a institui independența completă a regatului de Lotharingia. Cu toate acestea, după ce pierduse suportul din umbră al tatălui său, întreaga nobilime l-a susținut pe Ludovic și i-a solicitat acestuia intervenția. În 900 contele Reginar I de Hainaut s-a răsculat împotriva lui Zwentibold, asasinându-l în apropiere de actuala localitate Susteren, în provincia Limburg.
Rămășițele sale au fost înmormântate în abația din Susteren.
După moartea lui Zwentibold, fratele său vitreg, regele Ludovic Copilul din Francia Răsăriteană a cârmuit și Lotharingia. Cu toate acestea, sub domnia acestuia, regatul Franciei Răsăritene s-a dezintegrat, iar din 903 regatul lui Zwentibold a fost guvernat de contele din Lahngau, Gebhard, un urmaș al dinastiei Conradinilor, care a primit titlul de duce de Lorena.

## Căsătorie și urmași
În 897 Zwentibold s-a căsătorit cu Oda, o fiică a ducelui Otto I de Saxonia.
Urmașii săi au fost:
- Godfroi, conte de Lorena;
- Oto (? - d. 2 decembrie 949);
- Benedetta (cca. 888 - ?), abatesă de Susteren;
- Cecilia (c. 889 - ?), abatesă de Susteren;
- Relenda (c. 900 - ?).